# Emília Noya Casanovas
Emília Noya Casanovas (Palamós, 1899 - Castellterçol, 13 de desembre de 1987) fou una mestra i política catalana.

## Biografia
Noya estudià magisteri a Tarragona entre el 1915 i el 1919. Va ser una estudiant amb resultats molt brillants. A l'edat de 24 anys es trasllada a Eivissa per impartir classes. Dugué una tasca educativa molt activa. Obrí la seva primera escola situada a la plaça de la Constitució al barri de la Marina, però també va treballar a altres centres educatius com l'escola de nines de Dalt Vila o la seva escola d'al·lotes situada al passeig de Vara de Rey. Durant la seva vida com a mestra, va lluitar activament per crear el Col·legi de sa Graduada, i esdevingué una de les impulsores d'aquest centre que continua obert actualment. Al llarg de la seva vida, Emilia va desenvolupar altres activitats culturals i intel·lectuals, com per exemple la seva col·laboració en la premsa local durant els anys 1920 i 1930, on tractava i opinava sobre temes socials i del món de l'ensenyament. Però la seva tasca no acabava en el món de l'ensenyament. El 1928, va ser elegida tinent de batle de l'Ajuntament de Vila i es consolidà la seva labor política dins l'àmbit de l'educació. Va ser en aquesta època, i gràcies al seu paper dins la política, quan va poder lluitar per una millora de les condicions educatives i entre altres coses per la contractació de més mestres per als centres educatius. El 1930 va aconseguir un càrrec de política a l'Ajuntament de les Pitiüses: era la primera dona a aconseguir-ho. Des de llavors, va ser l'encarregada de l'escola pública de preparatòria per a al·lotes. Com a reconeixement de la seva vida dins el món educatiu, va ser guardonada amb diferents distincions com l'homenatge organitzat per l'Ajuntament d'Eivissa o el premi “Maestra distinguida” atorgat per la Direcció General d'Ensenyança Primària.